# Christopher Nolan
Christopher Edward Nolan (London, 30. srpnja 1970.) je britansko-američki redatelj, scenarist i producent. Sin oca Engleza i majke Amerikanke, Nolan je dvojni državljanin Ujedinjenog Kraljevstva i Sjedinjenih Država. Oženjen je s Emmom Thomas, svojom dugogodišnjom producenticom. Imaju četvero djece i žive u blizini Los Angelesa. Često surađuje sa svojim bratom, piscem Jonathanom Nolanom, te glumcem Christianom Baleom. Nolan je najpoznatiji po režiranju psihološkog trilera Memento, biografskom filmu Oppenheimer i oživljavanju franšize o Batmanu kao redatelj filmova Batman: Početak (2005.) i Vitez tame (2008.), za što je osvojio brojna priznanja, posebno za potonji. Osnivač je producentske kompanije Syncopy Films.

## Rani život
Nolan je rođen u Londonu, a djetinjstvo je proveo ondje i u Chicagu. Kao dijete se zanimao za botaniku, ali je kasnije otkrio očevu kameru. Nolan je počeo snimati u sedmoj godini koristeći očevu Super 8 kameru i svoje akcijske igračke. Dok je živio u Chicagu kao dijete, snimio je kratki film s budućim redateljem i producentom Rokom Belicem.
Obrazovao se na Haileybury Collegeu, nezavisnoj školi blizu Hertforda u Hertfordshireu u Engleskoj, kasnije je studirao englesku književnost na Sveučilištu u Londonu tijekom čega je snimio nekoliko kratkih filmova u filmskom društvu koledža. Prvi, Tarantella, prikazan je 1989. na Image Unionu. Drugi kratki film, Larceny, prikazan je tijekom 1996. na Cambridge Film Festivalu. U filmu Doodlebug nastupio je Jeremy Theobald koji će se kasnije pojaviti u Following. Nolan je 1997. oženio kolegicu producenticu i spisateljicu Emmu Thomas.

## Profesionalna karijera
Nolan je 1996. režirao svoj prvi dugometražni film, Following. Film prikazuje pisca opsjednutog slijeđenjem raznih ljudi. Scene se nižu nekronološki što kod gledatelja ostavlja dojam dezorijentiranosti; mora spojiti elemente priče na isti način na koji protagonist shvaća što se događa oko njega.
Nolan je snimio film za samo šest tisuća dolara. Snimao je samo vikendima u toku jedne godine, radeći s prijateljima koje je upoznao u sveučilišnom filmskom društvu. Film je počeo pridobivati pozornost nakon premijere na San Francisco Film Festivalu 1998., a 1999. je distribuiran u manjem opsegu od strane Zeitgeista.
Na temelju prvotnog uspjeha, Newmarket Films je ponudio Nolanu da producira njegov sljedeći film, Memento.
Memento (2000.) je hvaljeni kultni klasik nominiran za Zlatni globus i Oscar za najbolji scenarij. Film je temeljen na kratkoj priči Memento Mori Nolanova brata, Jonathana Nolana. Prati udovca Leonarda Shelbyja (kojeg glumi Australac engleskog podrijetla Guy Pearce) koji boluje od ozljede glave i ne može oblikovati nova sjećanja. Ono što izdvaja film je Nolanova tehnika prezentiranja događanja djelomično u obrnutom kronološkom redoslijedu, a zatim u kronološkom. Koristeći tu tehniku, Nolan stavlja gledatelje u poziciju protagonista.
Nolan je razvio ovu tehniku sjeckanja u Following. Potonji, međutim predstavlja strukturu u kojoj su tri čina stavljena jedan do drugog, dok Memento predstavlja dvije linearne radnje - onu koja se odvija unatrag, i onu otprije koja se odvija prema naprijed - koje se isprepliću i sastaju na kraju. Prijelaz s radnje koja se odvija naprijed na onu koja se odvija unatrag označen je tranzicijom s crno bijele tehnike na boju.
Nolan je 2002. režirao Nesanicu, američki remake istoimenog norveškog filma iz 1997. (iako s velikim promjenama u radnji i prirodi glavnog lika). Priča uključuje dva detektiva dovedena na Aljasku kako bi pomogli lokalnim vlastima u lociranju ubojice. Međutim, potraga se odvija tijekom "sunčane" sezone na Aljaski, a protagonist filma, kojeg glumi Al Pacino, ne može spavati zbog konstantne dnevne svjetlosti. Njegove besane "noći" dovode do pogrešnih odluka i Nolanove karakteristične konfuzije, za protagonista i gledatelja. U filmu se pojavljuju i Robin Williams i Hilary Swank. Kritičari su hvalili film kao rijedak slučaj uspješnog američkog remakea europskog filma.
Warner Bros. je 1997. stavio svoju filmsku franšizu o Batmanu na neodređeno čekanje nakon četvrtog nastavka, Batman i Robin, koji je loše prošao na komercijalnom, a još gore na kritičkom planu.
Nolan je rekao kako je, iako zadovoljan svojim redateljskim rezimeom, uvijek sanjao režirati blockbuster. Godine 2003. mu se otvorila prilika kad je, zajedno sa scenaristom Bladea Davidom S. Goyerom, uvjerio Warner Bros. da preuzme rizik povjeravanja prvog revitaliziranog Batmana relativno nepoznatom redatelju.
Glumac izabran za glavnu ulogu, Christian Bale, bio je favorit filmskih obožavatelja zbog svojeg rada na filmovima kao što su Američki psiho i Equilibrium. Batman: Početak objavljen je 15. lipnja 2005. i postao komercijalni hit, smjestivši se na treću poziciju ljetnih hitova. Kritike su bile iznimno pozitivne, s time da su mnogi navodili kako je film superioran čak i verziji iz 1989. Na Rotten Tomatoesu je ostvario rezultat od 84%  Arhivirana inačica izvorne stranice od 5. srpnja 2010. (Wayback Machine) pozitivnih kritika, u odnosu na 69%  Arhivirana inačica izvorne stranice od 8. lipnja 2010. (Wayback Machine) filma Tima Burtona. Glavne odlike filma bili su mračni i inteligentni zaplet, snažan naglasak na glavni lik i predominantne teme straha i dvojnosti. Michael Caine je nastupio u ulozi Bruceova vjernog batlera Alfreda Pennywortha, Liam Neeson kao Ra's Al Ghul, Gary Oldman kao narednik James Gordon, a Morgan Freeman kao Lucius Fox. Cillian Murphy pojavio se kao psihološki zlikovac Strašilo (ili Dr. Jonathan Crane), a Katie Holmes kao Rachel Dawes, prijateljica iz djetinjstva i simpatija Brucea Waynea.
Batman: Početak bio je glavni pobjednik 32. dodjele Nagrada Saturn. Osvojio je nagradu za najbolji fantastični film, najboljeg glumca za Balea i najbolji scenarij za Nolana i Goyera. Film je bio nominiran i za Oscar za najbolju fotografiju.
Prestiž, adaptacija romana Christophera Priesta o dva mađioničara rivala u 19. stoljeću, objavljena je 20. listopada 2006. U glavnim ulogama pojavili su se Christian Bale, Hugh Jackman, Michael Caine, Scarlett Johansson i David Bowie. Film je zaradio iznimno pozitivne kritike, a ostvario je profit od 109 milijuna dolara. Scenarij su napisala braća Nolan, a Christopher ga je producirao sa svojom ženom, Emmom Thomas.
U mjesecima nakon izlaska Prestiža, Nolan je često izjavljivao kako će režirati nastavak Batman: Početak. Krajem srpnja 2006. nastavak je službeno potvrđen pod naslovom Vitez tame s Nolanom na čelu, te s Heathom Ledgerom u ulozi Jokera. Glumica Katie Holmes, koja je u prvom filmu utjelovila Rachel Dawes, zamijenjena je s Maggie Gyllenhaal, čiji se brat Jake Gyllenhaal prijavio za ulogu Brucea Waynea 2003. Aaron Eckhart, koji je odbio glavnu ulogu u Mementu, nastupio je u ulozi Dvoličnog/Harveyja Denta. Nolan i njegov brat Jonathan napisali su scenarij, temeljen na priči koju su napisali on sam i David S. Goyer. Produkcija je počela početkom 2007., a objavljen je 16. srpnja 2008. u Australiji te 18. srpnja u Sjedinjenim Državama; kritike su bile odlične, a neki su išli dotle da su pisali kako se radi o najboljoj filmskoj adaptaciji stripa svih vremena. Film je ostvario ogroman uspjeh na kino blagajnama, postavivši rekord po zaradi u prvom vikendu prikazivanja u SAD-u s preko 158 milijuna dolara, a postao je i 4. najuspješniji film svih vremena. Nolan je na dodjeli Zlatnih globusa u siječnju 2009. primio nagradu za najboljeg sporednog glumca u ime Heatha Ledgera. Nolan je nominiran za nagradu Ceha američkih redatelja za najboljeg redatelja. Iako je film zaobišao pet glavnih kategorija na 81. dodjeli Oscara, bio je nominiran za ukupno njih osam, a odnio je nagrade za najbolju montažu zvuka i najboljeg sporednog glumca za Heatha Ledgera.
Nolanov SF triler Početak s Leonardom DiCapriom objavljen je 16. srpnja 2010. godine, kojem potpisuje režiju, produkciju i scenarij i za koji je izjavio da mu je bio najzahtjevniji projekt u karijeri. U filmu se radi o korporacijskom špijunu koji krade tajne putem tehnologije koja mu omogućuje da uđe u snove ljudi. Lik pokušava prijeći granice tehnologije kako bi ideju usadio u glavu sanjara. Početak je bio još jedan komercijalni i kritički hit i zaslužio je Nolanu drugu nominaciju za Oscara za najbolji originalni scenarij. Njegova trilogija o Batmanu zaključena je grandioznim filmom, Vitez tame: Povratak. (2012), u kojem su podvizi superjunaka postavljeni u pozadini građanskih nemira. Nolan je također pomogao u razvoju priče za ponovno pokretanje Supermana u filmu Man of Steel (2013).
Nolan je tada napravio Interstellar koji je objavljen 7.11.2014.  Napisao ga je s bratom Jonathanom, a znanstvenofantastična drama oslikala je napore skupine znanstvenika da preseli čovječanstvo sa Zemlje oštećene ratom i glađu na drugu planetu putem crvotočine. U glavnoj ulozi pojavljuje se Matthew McConaughey, a film je dobio Oskara za najbolje postignuće u vizualnim efektima. Njegov sljedeći film, Dunkirk (2017.), koji je također napisao, usredotočen je na evakuaciju savezničkih trupa iz Francuske tijekom Drugog svjetskog rata. Akcijska drama dobila je univerzalno priznanje i bila je nominirana za brojne Oscare, uključujući i najbolji film. Osim toga, Nolan je dobio Oscara za njegovu režiju. 2020. napisao je i režirao Tenet, akcijski triler koji se zasniva na vremenu i koji se fokusira na C.I.A. agenta koji pokušava spriječiti svjetski rat.

## Filmografija

### Dugometražni filmovi
| Godina | Film                 | Potpisan kao | Potpisan kao | Potpisan kao |
| Godina | Film                 | Redatelj     | Producent    | Scenarist    |
| ------ | -------------------- | ------------ | ------------ | ------------ |
| 1998.  | Following            | Da           | Da           | Da           |
| 2000.  | Memento              | Da           |              | Da           |
| 2002.  | Nesanica             | Da           |              |              |
| 2005.  | Batman: Početak      | Da           |              | Da           |
| 2006.  | Prestiž              | Da           | Da           | Da           |
| 2008.  | Vitez tame           | Da           | Da           | Da           |
| 2010.  | Početak              | Da           | Da           | Da           |
| 2012.  | Vitez tame: Povratak | Da           | Da           | Da           |
| 2014.  | Interstellar         | Da           | Da           | Da           |
| 2017.  | Dunkirk              | Da           | Da           | Da           |
| 2020.  | Tenet                | Da           | Da           | Da           |
| 2023.  | Oppenheimer          | Da           | Da           | Da           |

### Kratki filmovi
- Tarantella (1989.) (+ scenarist/producent)
- Larceny (1996.) (+ scenarist/producent)
- Doodlebug (1997.) (+ scenarist/producent)

## Vanjske poveznice
- Christopher Nolan u internetskoj bazi filmova IMDb-u (engl.)